# Type XIV U-boot

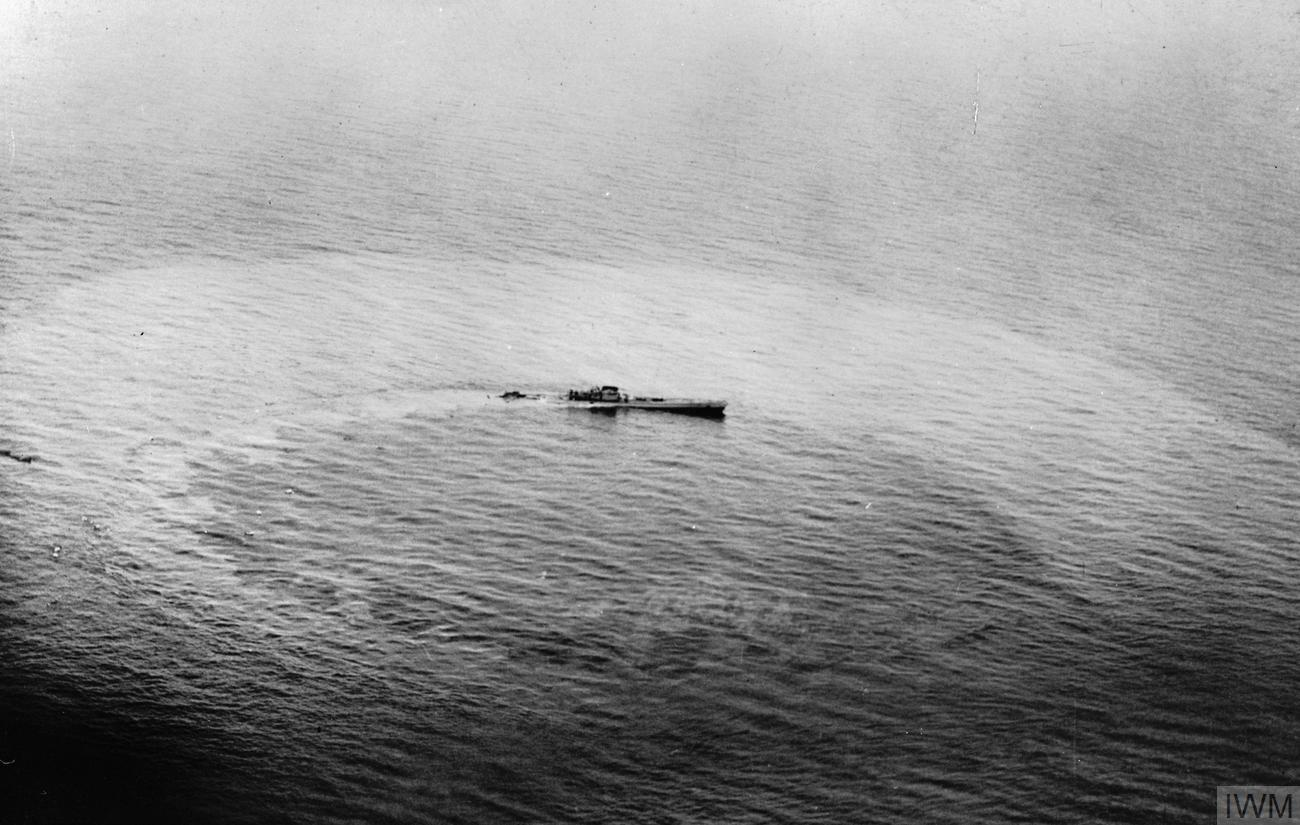

Type XIV U-boot was een type onderzeeër van de Duitse Kriegsmarine waarvan er in totaal tien zijn opgeleverd: U-459, U-460, U-461, U-462, U-463, U-464, U-487, U-488, U-489 en U-490.
In tegenstelling tot de meeste andere onderzeeboten had deze boot geen aanvalswapens, maar slechts een luchtafweergeschut. Dit paste bij de rol van deze onderzeebootklasse: het bevoorraden van andere U-boten. De bijnaam van dit type was melkkoe.
Het was de bedoeling dat er nog veertien van deze onderzeeërs gebouwd zouden worden. Men is begonnen met het bouwen van drie boten: (U-491, U-492, U-493). Toen deze in juli/augustus 1943 voor 75% af waren, is besloten de bouw stop te zetten. Dezelfde dag kwam Karl Dönitz met het plan voor de Type XX U-boot, grote transportschepen die pas in de zomer van 1945 klaar zouden zijn.

## Technische gegevens
| Waterverplaatsing: | Boven water, 1668 ton                                           |
|                    | Onder water, 1932 ton                                           |
|                    | Totaal, 2300 ton                                                |
| Lengte:            | 67,1 m, druklichaam, 47,5 m                                     |
| Breedte:           | 9,35 m, druklichaam 4,9 m                                       |
| Hoogte:            | 11,7 m                                                          |
| Diepgang:          | 6,5 m                                                           |
| Aandrijving:       | Boven water, 3200 pk (2400 kW) dieselmotor                      |
|                    | Onder water, 750 pk (560 kW) batterij                           |
| Snelheid:          | Boven water, 14,9 knopen (28 km/h)                              |
|                    | Onder water, 6,2 knopen (11 km/h)                               |
| Actieradius:       | Boven water, 20.000 km (12.350 zeemijl) bij 10 knopen (19 km/h) |
|                    | Onder water, 90 km (55 zeemijl) bij 4 knopen (7 km/h)           |
| Geschut:           | 1 stuk 20 mm luchtafweergeschut                                 |
| Bemanning:         | 53 - 60 mensen                                                  |
| Duikdiepte         | 244 m (787 voet)                                                |